# Ondřej Filip Quitainer
Ondřej Filip Quitainer, častěji Andreas Quittainer, také Andreas Guitteiner (30. listopadu 1679, Frýdlant – 2. července 1729, Praha) byl český barokní sochař a řezbář realistického zaměření, který je pokládán za učitele F. M. Brokoffa. Byl autorem kamenných skulptur v architektuře i volných soch. Byl krátce činný v Ludwigsburku, po návratu pracoval v kostele sv. Tomáše a na sochách balustrády Lorety v Praze. Na otcovo dílo navázal syn Jan Antonín Quitainer.

## Život
Narodil se dne 30. 11. 1679 jako syn sochaře Jana Valentina Quitainera v městě Frýdlantu, kde byl také pokřtěn. V Praze je zmiňován již od roku 1694. Po roce 1700 se usadil na Malé Straně. Do Prahy přišel nejspíše už vyučený, ale není známo kde. V Praze se 7. listopadu 1700 oženil ve farním kostele sv. Václava na Malé Straně. („ Léta Páně 1700, dne 7. Novembera oddaný byl poctivý Mládenec P. Ondřeg Gwitayner Ržezbarž, rozený z Frydlandů“). V Praze se spřátelil se sochaři Janem Oldřichem Mayerem a s Ferdinandem Geigerem, kteří šli za kmotry jeho dětí.
V Praze nebyl příliš úspěšný. Bydlel v cizím domě a dlouho se ani neucházel o měšťanství (měšťanem malostranským se stal až v roce 1718). Ve své nepříliš příznivé životní situaci jistě uvítal nabídku práce z württemberského Ludwigsburgu (v dnešní německé spolkové zemi Bádensko-Württenbersko). Architekt Johann Franz Nette, stavbyvedoucí nového rezidenčního zámku (budovaného v letech 1704-1733), hledal v Praze umělce pro jeho dostavbu a výzdobu. Odešel tam štukatér a pozdější Netteho nástupce Giuseppe Donato Frisoni a vzal s sebou Quittainera i další pražské umělce. V Ludwigsburgu pobýval, pravděpodobně s nějakou pauzou, v letech 1709–1715. Zpět do Prahy se vrátil už jako renomovaný umělec a jeho další práce zasluhující uznání jsou toho důkazem.

### Učitel sochaře Brokoffa
Quitainer je považován za možného učitele sochaře F. M. Brokoffa. Dohady o tom, že byl opravdu jeho učitelem, se nijak nepotvrdily, ale v souhrnu Brokoffova díla je vidět jistá paralelnost projevu, zakotvená v Quitainerovu realistickém úsilí. Poslední výzkum starších badatelů (Pelcl, Schaller, Dlabač a jiní) předpokládá, že se F. M. Brokoff u něj zdokonaloval v letech 1708–1713. „Rozuměl kameni patrně dobře; umísťoval v něm bezpečně figury a spojoval je příčnými proudy se všemi stranami podstavce, dovedl se vyhnouti strojenosti. Těla mají plastickou pevnost ... Jistě však byl sochař tak dovedný a bohatý, že mohl s úspěchem učit Brokoffa. Názorová souvislost obou umělců je patrná a potvrzuje staré zprávy literární.“ (V. V. Štech)

### Quitainer otec a syn
Johann Gottfried Dlabacz u Ondřeje Quitainera vyzdvihl, že nenavštěvoval žádné cizí školy a vzdělával se jedině ve své vlasti.
V otcově dráze pokračoval jeho syn Jan Antonín Quitainer (1709 – 1765). Během svého života pracovali otec a syn společně. Zejména z jejich spolupráce pocházejí sochy v kostele na Strahově. V literatuře bývají často jeho práce směšovány s díly jeho syna Antonína.

## Dílo

### Svatá horau Příbrami, Březnický portál
Nejstarší známá práce jsou sochy a bysty Březnického portálu na Svaté hoře z roku 1707. Jednalo se o sochy sv. Jáchyma, sv. Anny Samétřetí, Panny Marie Svatohorské a šest poprsí příbuzných Panny Marie. Tyto sochy jsou považovány za rozpačité a moc nevypovídají o jeho výchozím slohu.

### Německo, Ludwigsburg, Obří schodiště
V Ludwigsburgu pracoval na výzdobě Obřího schodiště Riesenbau (1710) nového rezidenčního zámku s postavami atlantů a svalnatých sfing, které jsou jasné vídeňské slohové podoby. Další jeho práce z Ludwigsburgu jsou nejspíše překryty pozdějšími úpravami, především portál a dveře.

### Dolní Břežany, Ukřižovaný Kristus s Maří Magdalénou
Kamenná skulptura sv. Maří Magdalény, klečící pod křížem s Ukřižovaným Kristem z Dolních Břežan byla starší literaturou datována do roku 1717 s úpravami a signaturou z roku 1760, s poukazem na to, že je v koncepci a v dynamice tvarů určitým ohlasem Braunovy sv. Luitgardy z Karlova mostu. Podle sochařského názoru je však blíže objemové plnosti pozdějších soch Brokofovy dílny a jeho následovníků. Novější literatura jako V. Vančura ji přesvědčivě datují jen do roku 1760, tzn. že je dílem syna Antonína. Sousoší se vyznačuje osobitou bohatou modelací podstavy kříže, dekorace soklu se nedochovala. Objednavatelem bylo pražské arcibiskupství.

### Praha, Černínský palác
Jeho kamenné a štukové dekorační práce pro Černínský palác se nezachovaly. Roku 1721 dodal do interiérů Černínského paláce deštění ozdobené maskami a putty vyřezanými v basreliéfu jako výplně nad dvěma krby.

### Praha, Na Zderaze, kostel sv. Václava
Hlavní oltář pro augustiniánský kostel na Zderaze (1724) se nezachoval v původní podobě, dnes je v kostele sv. Václava ve Staré Boleslavi.

### Praha, Malá Strana, kostel sv. Tomáše
Dřevěné sochy sv. Víta, Václav, Vojtěcha a Augustina na oltářích v kostele sv. Tomáše na Malé Straně z let 1720 – 1721 ukazují, že velmi dobře zvládal techniku řezbářství. Pracoval v střízlivých, ale s jistotou zvládnutých skladebních vzorcích, v měkkém, detailním, ač také celkově účinném povrchním reliéfu. Tyto postavy zemských patronů (sv. Víta, Václava,Vojtěcha a Augustina) vznikly ze starého martinského odkazu jako modely pro stříbrné sochy hlavního oltáře. Ve stříbře je odlil zlatník Leopold Lichtenschopf. Náklady byly hrazeny z velkého odkazu hraběnky Heleny Barbory Martinicové, rozené z Vřesovic, vdovy po předbělohorském místodržícím Jaroslavu Bořitovi z Martinic. V roce 1678 hraběnka odkázala klášteru svůj dům v Celetné ulici, monstranci a hlavně 29 250 zlatých.
Dřevěné modely byly umístěny po roce 1729 na bočních oltářích, když byly roztaveny stříbrné sochy. Sochy musely být roku 1729 roztaveny, aby klášter získal 11 749 zlatých na financování další stavební činnosti. Jako architekt byl zvolen představitel českého barokního stavitelství Kilián Ignác Dientzenhofer. Stejně střízlivě, realisticky a věcně jako modely zemských patronů působí i sochy sv. Šebestiána a Rocha na sousedním oltáři Všech svatých (po 1721). V roce 1725 zkonstruoval tři boční oltáře Jan Ignác Unmuth (1655 – 1735), částečně ve spolupráci Quitainerem.

### Praha, Hradčany, balustráda Lorety
Kolem roku 1700 Quitainer osadil na balkón nad hlavním portálem Lorety nadživotní sochy poutních patronů, Jana Křtitele, sv. Josefa a sv. Kryštofa s Ježíškem.
Ke konci roku 1725 Quitainer uzavřel druhou smlouvu s hradčanskými kapucíny na „devatenáct kusů jednoduchých a devět kusů dvojitých soch andílků“ pro balustrádu Lorety na Hradčanech. Tyto sochy, které se dochovaly v originálech i kopiích , jsou opět v pevném skladebním spojení s měkkou modelací, ale zde se již objevuje také účast mladšího umělce, především jistou drobností a rokokovou hravostí.

### Praha, Strahov, bazilika
Roku 1726 osadil strahovské kostelní průčelí sochami svatých, z nichž Dlabač jmenuje sv. Rocha, v pozdějších proměnách za účasti syna se uchovala alespoň mocná široká postava sv. Augustina. Její replikou, snad i časově blízkou, je nadživotní kamenná socha téhož námětu ze Zbraslavi (dnes v Národní galerii v Praze, roztříštěná a slepená).

### Dolní Lukaviceu Přeštic, parková výzdoba
Z posledních let jeho tvorby pocházejí fragmenty parkové výzdoby v Dolní Lukavici u Přeštic (vytvořil je do roku 1729). Výzdobu vytvořil pro svého příznivce říšského hraběte Morzina.